# Scène musicale angevine
 (octobre 2011).
La scène musicale angevine profite de la notoriété de la scène Le Chabada pour promouvoir les groupes locaux. À l'origine, la scène rock à Angers a bénéficié de la popularité du groupe mythique des Thugs dans les années 1980 et 1990.
Dans les années 2010, la scène musicale angevine est représentée par des groupes ou artistes comme la Ruda, Pony Pony Run Run ou Sexypop pour le rock, Zenzile pour le dub, La Phaze pour le drum and bass, Nouvel'R pour le hip-hop ou encore Lo'jo et Titi Robin pour les musiques du monde.

## Liste des groupes et artistes
- Christophe Bell Œil, rock francophone
- Daria, groupe de rock indépendant
- Hint
- Kwal, nom de scène de Vincent Loiseau, artiste musicien polyvalent, né à Angers en 1978
- Lo'jo, groupe de musique
- Lyzanxia, groupe de death metal mélodique
- La Phaze, un trio angevin de musique drum and bass
- Pony Pony Run Run
- La Ruda
- Sexypop, groupe de rock 'n' roll
- Les Thugs, groupe de punk rock
- Thylacine, musique électronique
- Titi Robin, musicien du monde
- Zenzile, groupe de dub